# Томково
Томково (пол. Tomkowo) — село в Польщі, у гміні Вомпельськ Рипінського повіту Куявсько-Поморського воєводства.
Населення — 134 особи (2011).
У 1975-1998 роках село належало до Торунського воєводства.

## Демографія
Демографічна структура станом на 31 березня 2011 року:
|          | Загалом | Допрацездатний вік | Працездатний вік | Постпрацездатний вік |
| -------- | ------- | ------------------ | ---------------- | -------------------- |
| Чоловіки | 66      | 18                 | 38               | 10                   |
| Жінки    | 68      | 16                 | 33               | 19                   |
| Разом    | 134     | 34                 | 71               | 29                   |